# 萨拉博洛涅塞
萨拉博洛涅塞是意大利艾米利亚-罗马涅大区博洛尼亚省的一个镇，距离大区首府博洛尼亚约15公里。